# Vull ser italià
Vull ser italià (títol original en francès L'Italien) és una pel·lícula francesa dirigida per Olivier Baroux, estrenada el 2010. Ha estat doblada al català.

## Argument
Mourad Ben Saoud, un franco-algerià, es va fer passar molts anys com "Dino Fabrizzi", un italià que treballava a Niça en un concessionari de Maserati. El seu superior, Charles, decideix retirar-se i ha d'escollir un successor entre Mourad i Cyril, un racista incompetent. Mourad també té una promesa, Hélène, que regenta una botiga de vestits de núvia. Fa creure a tothom que la seva família viu a Itàlia quan, en realitat, els seus pares, la seva germana i el seu germà viuen a prop de Marsella.
Mourad també menteix a la seva família, dient que treballa a Itàlia i que allà l'espera la seva promesa. Durant un àpat familiar, el pare de Mourad, després d'una demostració de ball de claqué, se sent malament i demana al seu fill que dejuni al seu lloc durant el mes de Ramadà.
Aleshores, Mourad es troba atrapat en la seva doble identitat.

## Repartiment
- Kad Merad : Dino Fabrizzi / Mourad Ben Saoud
- Valérie Benguigui : Hélène, la xicota de Dino
- Roland Giraud : Charles Lemonnier, el cap del concessionari Maserati
- Philippe Lefebvre : Cyril Landrin, el col·lega de Dino
- Guillaume Gallienne: Jacques, amic de Dino, pintor jueu
- Sid Ahmed Agoumi: Mohamed Ben Saoud, el pare de Dino
- Farida Ouchani: Rachida Ben Saoud, la mare de Dino
- Saphia Azzeddine: Amel Ben Saoud, germana de Dino
- Tarek Boudali: Karim Ben Saoud, el germà petit de Dino
- Nathalie Levy-Lang: Nadège, la dona de Jacques
- Karim Belkhadra: Imam Abdel
- Alain Doutey: André, el pare d'Hélène
- Arièle Semenoff: Marie-Paule, la mare d'Hélène
- Guy Lecluyse: Sr. Maizière, el client indecis del Maserati
- Muriel Hachet: Nadia, la secretària de Dino.
- Jean-François Malet: L'inspector de policia
- Pascal Vincent: El comptable
- Khalid Maadour: Moktar

## Producció
El director Olivier Baroux i l'actor principal Kad Merad es coneixen des de petits i formen el duet còmic "Kad et Olivier". Ambdós tenien la idea de fer una comèdia amb una trajectòria seriosa des de feia temps, i sobretot per la pròpia història familiar de Kad Merad, van decidir fer una pel·lícula sobre els problemes dels migrants a França. El mateix Merad és d'origen algerià i gairebé va canviar el seu nom de "Kaddour Merad" a "François Merad" al començament de la seva carrera.

## Taquilla
La pel·lícula va vendre 1.077.477 entrades a França.